# 前713年
| 千纪： | 前1千纪 |
| 世纪： | 前9世纪 \| 前8世纪 \| 前7世纪 |
| 年代： | 前740年代 \| 前730年代 \| 前720年代 \| 前710年代 \| 前700年代 \| 前690年代 \| 前680年代 |
| 年份： | 前718年 \| 前717年 \| 前716年 \| 前715年 \| 前714年 \| 前713年 \| 前712年 \| 前711年 \| 前710年 \| 前709年 \| 前708年 |
| 纪年： | 丙寅年（龍年）；周桓王林七年；鲁隐公息姑十年；齐僖公禄父十八年；晋哀侯光五年；曲沃武公称三年；卫宣公晋六年；蔡桓侯封人二年；郑庄公寤生三十一年；曹桓公终生四十四年；燕穆侯十六年；陈桓公鲍三十二年；杞武公三十八年；宋殇公与夷七年；秦宁公三年；楚武王熊通二十八 |

## 大事记
- 亳戎王西奔，秦滅蕩社部落。魯隱公、鄭莊公、齊僖公，會盟於中丘（山東臨沂），再會於老桃（山東濟寧）。
- 魯、鄭、齊三國聯軍攻宋，鄭軍連陷郜城（山東成武）、防邑（山東金鄉），均交於魯國，魯國喜，讚鄭莊公公正。
- 宋殤公命孔父嘉率衛國、蔡國二軍圍鄭，鄭莊公回師救之。孔父嘉轉攻戴國，鄭國滅戴後大破宋、衛、蔡三國聯軍[1]。
- 齊、鄭聯軍攻郕國，討伐其拒絕周朝之命。